# Antonio Jacobo de Véneris
Antonio Jacobo de Véneris (Recanati, 1422 – 3 de agosto de 1479) foi um cardeal italiano da Igreja Católica, que foi bispo de Cuenca.

## Biografia
O sobrenome em forma de Veneriis identifica um ramo dos Venier, patrícios venezianos, que, de acordo com a erudição local, se estabeleceram em Recanati no final do século XIII após uma proibição. O fato é que, com o tempo, a família Véneris alcançou posições de prestígio, também através de uma política de casamentos astuta que os levou a forjar laços com a nobreza local e outros venezianos. Teve uma boa educação, doutorando-se em direito. Inicialmente, seguiu carreira militar antes da vida eclesiástica.
De acordo com Antonio Bonfini, que recitou sua oração fúnebre, ele foi enviado pelo Papa Eugênio IV para a Marca de Ancona, presumivelmente no início da década de 1790, para reprimir os tumultos contra o papa, contratando Giacomo da Gaiva, sendo bem-sucedido. Bonfini também aponta que Véneris decidiu abraçar o hábito eclesiástico mesmo estando prestes a se casar com uma moça nobre.
Ele estudou nas universidades de Bolonha, Pádua, Siena e Perugia, mas não obteve um diploma seguindo um curso acadêmico normal. De fato, somente anos após sua entrada na Cúria, quando já era parente do papa, escrivão da Chancelaria e clericus camerae, foi promovido legum doctor pelo Papa Calisto III por meio de uma bula apostólica de 15 de outubro de 1457, provavelmente para permitir que ele se tornasse secretário apostólico (o que de fato aconteceu apenas sete dias depois).
Em 9 de janeiro de 1461 foi eleito bispo de Siracusa. Tomou posse da diocese através do agostiniano Pietro da Recanati, mas não teve as bulas de nomeação registradas nos registros do protonotário do Reino e este fracasso causou um inquérito encomendado pelo vice-rei Juan de Montayo. Em 28 de junho foi-lhe concedida as faculdades de coletor e núncio em Castela e Leão. Em 3 de agosto de 1461 foi nomeado núncio apostólico in partibus Hispaniæ.
Seu trabalho em Castela visava principalmente recuperar dízimos e outras somas de dinheiro para a guerra contra os turcos, em favor da qual ele também promoveu uma insistente atividade de pregação. A legação também foi caracterizada por uma tentativa de fortalecer a instituição da Inquisição no Reino, também apoiada por uma bula papal emitida por Pio II em 14 de março de 1462.
Em 26 de janeiro de 1463 foi transferido, embora não consagrado bispo, para a Diocese de León enquanto era coletor da cruzada na Espanha. Após a morte de Pio II (1464), foi enviado a Roma como legado do rei de Castela para prestar obediência ao novo papa, Paulo II, e nessa ocasião proferiu uma oração em latim. No início de maio de 1465 ainda estava em Roma, representando o pontífice em um encontro com os embaixadores espanhóis; no dia 6 de junho seguinte, o cardeal Juan de Torquemada renunciou a alguns dos direitos que detinha sobre a diocese de Leão em favor de Venéris, recebendo a ordenação episcopal em 22 de dezembro do cardeal Guillaume d'Estouteville na igreja de Sant'Apollinare alle Terme em Roma.
Em março de 1466 foi nomeado embaixador do papa em Milão, por ocasião da morte do duque Francisco I Sforza. Ele deixou Roma em 20 de março com instruções precisas para passar por Siena e Florença para pedir apoio à política milanesa.
Ele permaneceu no ducado por alguns meses: em 4 de setembro de 1466 ele estava novamente em Roma. Em 14 de abril de 1467 foi enviado por Paulo II ao reino de Castela e Leão como nuncius et orator cum potestate legati de latere, constituindo-se como o primeiro representante papal residente em uma potência estrangeira.
Teve papel crucial no reconhecimento de Isabel, filha de João II e Isabel de Portugal, como herdeira do trono de Castela, em oposição à sua sobrinha Joana, a Beltraneja. Ele foi então um forte defensor da união entre Isabel de Castela e seu primo Fernando de Aragão, emitindo em segredo (1469) uma dispensa de casamento papal cuja autenticidade foi debatida. Paulo II envolveu-o ativamente no cargo de núncio apostólico durante a Guerra de Sucessão de Castela.
A partir de fevereiro de 1469 residiu certamente em Roma, pois no dia 25 daquele mês consagrou Alfonso de Fonseca como bispo de Ávila, na capela particular do cardeal Fortiguerra. Em 6 de outubro de 1469 foi transferido para a menos rentável diocese de Cuenca, mas manteve uma pensão de 400 florins e a administração da sé de Leão que havia sido ocupada até então.
Foi criado cardeal pelo Papa Sisto IV no Consistório em 7 de maio de 1473, recebendo o chapéu vermelho na Basílica de Santa Maria Maior, em 10 de maio e o título de cardeal-presbítero de São Vito em Macello Martyrum em 17 de maio do mesmo ano.
Optou pelo título de São Clemente, em 3 de dezembro de 1476.
Depois de se tornar cardeal, não estava mais envolvido em missões diplomáticas e decidiu dedicar seus últimos anos à sua cidade natal. A relação com Recanati era realmente muito boa: quando ele obteve a púrpura, seus concidadãos enviaram alguns embaixadores ao Consistório com um presente de 200 ducados e depois, o pediram como protetor da cidade e, mais tarde, seu bispo. Também em 1473, iniciou a construção de um palácio no centro da cidade, cujas salas no térreo seriam destinadas à comunidade usando Giuliano da Maiano e seus trabalhadores (mesmo insistindo de forma quase irritante com os Médici de Florença, para quem ele estava trabalhando, a fim de tê-lo constantemente em Recanati). Entre as muitas ações realizadas em favor da região, em 1477 Venieri foi também o promotor da construção de um hospital administrado pela confraria de Santa Lúcia e ao Santuário da Santa Casa de Loreto, que estava sob a jurisdição do bispo de Recanati, doou suntuosos paramentos e mobiliário sagrado; não deixou de recomendar seus concidadãos para cargos importantes tanto nos Estados Papais quanto na Toscana e de colocar seus parentes em pequenos benefícios eclesiásticos em Cuenca e nas outras dioceses que havia governado.
Morreu em Recanati em 3 de agosto de 1479. Seu corpo, transportado para Roma, foi enterrado em San Clemente al Laterano, seu título, onde Sisto IV mandou erguer um monumento funerário atribuído a Isaia da Pisa.